# D-Sides
D-Sides är ett samlingsalbum av Gorillaz, utgivet 2007. Det innehåller b-sidor och remixer på låtar från albumet Demon Days.

## Låtlista

### Skiva ett
1. "68 State" - 4:48
2. "People" - 3:28
3. "Honkongaton" - 3:34
4. "We Are Happy Landfill" - 3:39
5. "Hong Kong" - 7:15
6. "Highway (Under Construction)" - 4:20
7. "Rockit" - 3:33
8. "Bill Murray" - 3:53
9. "The Swagga" - 4:58
10. "Murdoc Is God" - 2:26
11. "Spitting Out the Demons" - 5:10
12. "Don't Get Lost in Heaven" (Original Demo Version) - 2:29
13. "Stop the Dams" - 5:39

### Skiva två
1. "Dare" (DFA remix) - 12:15
2. "Feel Good Inc." (Stanton Warriors Remix) - 7:25
3. "Kids With Guns" (Jamie T's Turns to Monsters Mix) - 4:23
4. "Dare" (Soulwax Remix) - 5:43
5. "Kids With Guns" (Hot Chip Remix) - 7:10
6. "El Mañana" (Metronomy Remix) - 5:45
7. "Dare" (Junior Sanchez Remix) - 5:26
8. "Dirty Harry" (Schtung Chinese New Year Remix) - 3:53
9. "Kids With Guns" (Quiet Village Remix) - 10:09